# Edward Zwick

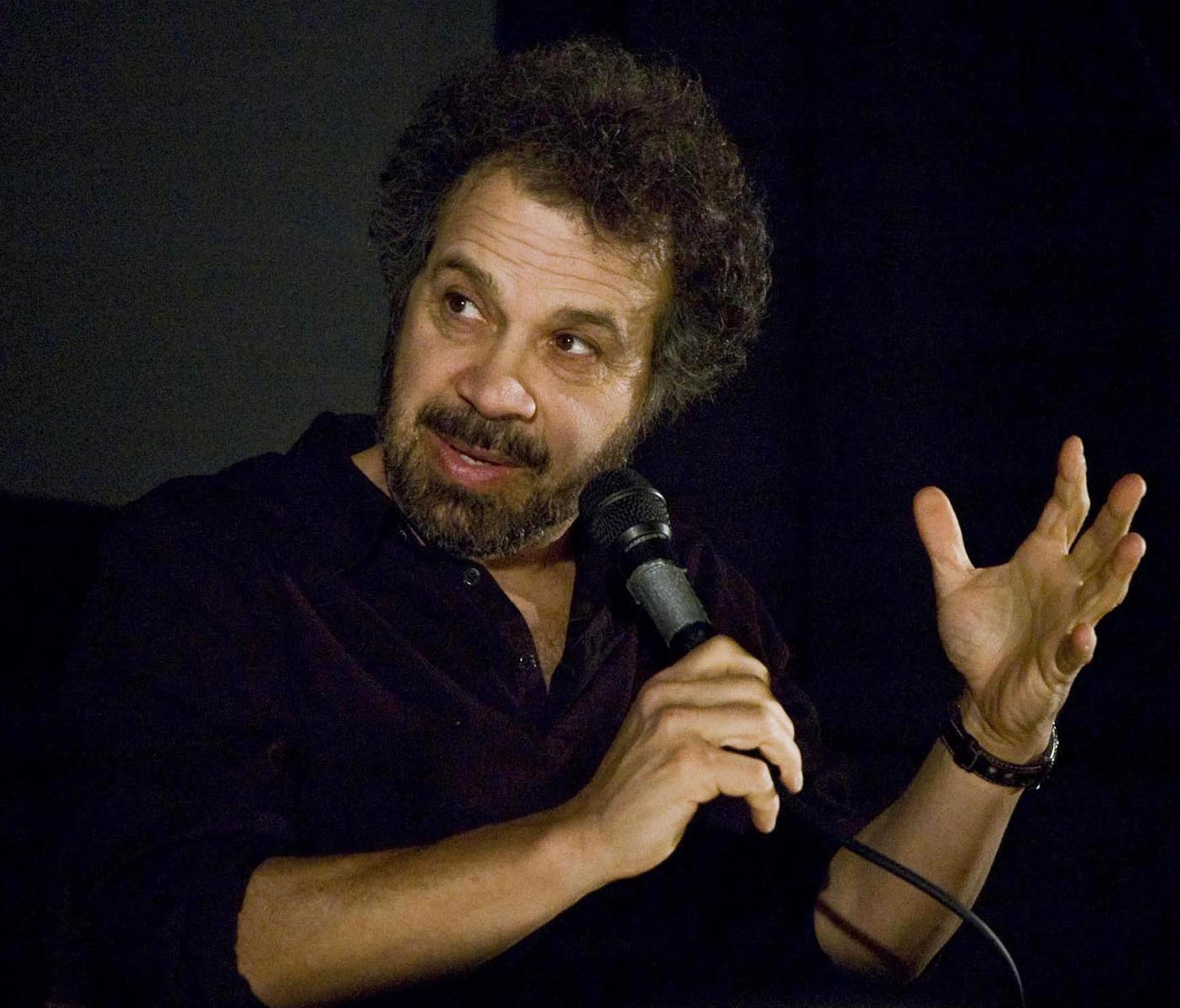
Edward Zwick

Edward Zwick (manchmal auch Ed Zwick) (* 8. Oktober 1952 in Chicago, Illinois) ist ein US-amerikanischer Filmproduzent, Filmregisseur und Drehbuchautor.

## Leben
1975 lernte Zwick am American Film Institute Marshall Herskovitz kennen. Sie kooperierten erstmals bei dem Fernsehfilm Special Bulletin und gründeten 1985 mit The Bedford Falls Company ihre eigene Produktionsfirma. In der Folge entwickelten sie mehrere Fernsehformate, darunter die Serie Die besten Jahre (1987–1991) und arbeiteten seither bei mehreren Filmprojekten zusammen.
Zwick gilt in der Branche als „Epen-Spezialist“. Besonders Filme wie Glory (die Geschichte des 54. Regiments der Massachusetts Volunteer Infantry, einer Einheit im Sezessionskrieg, die nur aus Schwarzen bestand) und Last Samurai, einem Epos aus der japanischen Geschichte des 19. Jahrhunderts, haben ihm zu diesem Ruf verholfen.
Als Produzent war Zwick unter anderem verantwortlich für Shakespeare in Love (1998), für den er als Co-Produzent den Oscar erhielt, und für Last Samurai (2003). Für letzteren schrieb er am Drehbuch mit und führte Regie.
Bei dem in Südafrika und Mosambik gedrehten Drama Blood Diamond (2006) führte Zwick wieder Regie und produzierte. Der Film wurde für fünf Oscars nominiert, letztlich allerdings nicht ausgezeichnet.

## Auszeichnungen (Auswahl)

### Gewinner
- 1999 Oscar „Bester Film“ für Shakespeare in Love
- 2003 National Board of Review Award „Beste Regie“ für Last Samurai

### Nominierungen
- 1990 Golden Globe Award „Beste Regie“ für Glory
- 1995 Golden Globe Award „Beste Regie“ für Legenden der Leidenschaft
- 2001 Oscar-Nominierung „Bester Film“ für Traffic – Macht des Kartells
- 2004 Saturn Award „Beste Regie“ für Last Samurai

## Filmografie (Auswahl)

### Als Regisseur
- 1982: Zweimal täglich – Having it all (Having It All; Fernsehfilm)
- 1983: Special Bulletin (Fernsehfilm)
- 1986: Nochmal so wie letzte Nacht (About Last Night)
- 1989: Glory
- 1992: Auf und davon (Leaving Normal)
- 1994: Legenden der Leidenschaft (Legends of the Fall)
- 1996: Mut zur Wahrheit (Courage Under Fire)
- 1998: Ausnahmezustand (The Siege)
- 2003: Last Samurai (The Last Samurai)
- 2006: Blood Diamond
- 2008: Defiance – Für meine Brüder, die niemals aufgaben (Defiance)
- 2010: Love and other Drugs – Nebenwirkung inklusive (Love & Other Drugs)
- 2014: Bauernopfer – Spiel der Könige (Pawn Sacrifice)
- 2016: Jack Reacher: Kein Weg zurück (Jack Reacher: Never Go Back)
- 2020: Away (Fernsehserie, Folge 1.01: Los (Go))

### Als Drehbuchautor
- 1983: Special Bulletin
- 1990: Dem Tod ganz nah (Extreme Close-up) – Regie: Peter Horton
- 1998: Ausnahmezustand (The Siege)
- 2003: Last Samurai (The Last Samurai)
- 2008: Defiance – Für meine Brüder, die niemals aufgaben (Defiance)
- 2010: Love and other Drugs – Nebenwirkung inklusive (Love & Other Drugs)
- 2016: Jack Reacher: Kein Weg zurück (Jack Reacher: Never Go Back)
- 2017: American Assassin

### Als Produzent
- 1976: Eine amerikanische Familie (Family)
- 1983: Special Bulletin
- 1994: Legenden der Leidenschaft (Legends of the Fall)
- 1994: Willkommen im Leben (My So-Called Life)
- 1998: Ausnahmezustand (The Siege)
- 1998: Gefährliche Schönheit – Die Kurtisane von Venedig (Dangerous Beauty) – Regie: Marshall Herskovitz
- 1998: Shakespeare in Love – Regie: John Madden
- 2000: Traffic – Macht des Kartells (Traffic) – Regie: Steven Soderbergh
- 2002: Ich bin Sam (I Am Sam) – Regie: Jessie Nelson
- 2006: Blood Diamond
- 2008: Defiance – Für meine Brüder, die niemals aufgaben (Defiance)
- 2010: Love and other Drugs – Nebenwirkung inklusive (Love & Other Drugs)
- 2014: Cut Bank – Kleine Morde unter Nachbarn (Cut Bank)
- 2014: Bauernopfer – Spiel der Könige (Pawn Sacrifice)